# نافريس
نافريس (بالألمانية: Nord Afrikaner) مصطلح ألماني يعني “شمال أفريقي” بمعنى مهاجر منحدر من أصول دول المغرب العربي. ظهر هذا المصطلح عقب أحداث مدينة كولونيا رأس السنة 2016، وما لحق بمهاجرين من أصول المغرب العربي من اتهامات حول ظاهرة التحرش الجنسي الجماعي لفتيات ألمان.  وقد تحسبت الشرطة الألمانية لذلك خلال احتفال رأس السنة 2017 بسلسلة إجراءات أمنية للحيلولة دون تكرارها في ظرف أمني عصيب بعد العمل الإرهابي في برلين يوم 19 ديسمبر 2016.